# Pachnobia mixta
Pachnobia mixta là một loài bướm đêm trong họ Noctuidae.